# Mandimba
Mandimba ist ein Ort (vila) im gleichnamigen Distrikt Mandimba in der Provinz Niassa in Mosambik direkt an der Grenze zu Malawi. Mandimba ist ein Verwaltungsposten (posto administrativo) und der Hauptort des gleichnamigen Distrikts.

## Geographie
Die Kleinstadt Mandimba liegt im Flachland in den weiteren Ausläufern des in Malawi gelegenen Zomba-Massivs, gute 50 Kilometer von der Südspitze des Malawisees entfernt. Durch Mandimba fließt ein gleichnamiger Fluss (Rio Mandimba), dessen Quelle in Malawi liegt. Es gibt einige weitere kleine Flüsse und Bäche, die jedoch nur in der Regenzeit Wasser führen. 
Mandimba liegt direkt an der Grenze zu Malawi, die Entfernung zur nächstgrößeren Stadt Mangochi auf malawischer Seite beträgt gut 50 Kilometer. Zur Hauptstadt der Provinz Niassa, Lichinga, beträgt die Distanz gut 120 Kilometer. 
In dem Ort (bzw. im Gebiet des Verwaltungspostens gleichen Namens) lebten zum 1. Juli 2012 etwa 118.922 Menschen. Zum Ort Mandimba wird auch die umliegende Ortschaften Meluluca hinzugezählt.

## Verkehr

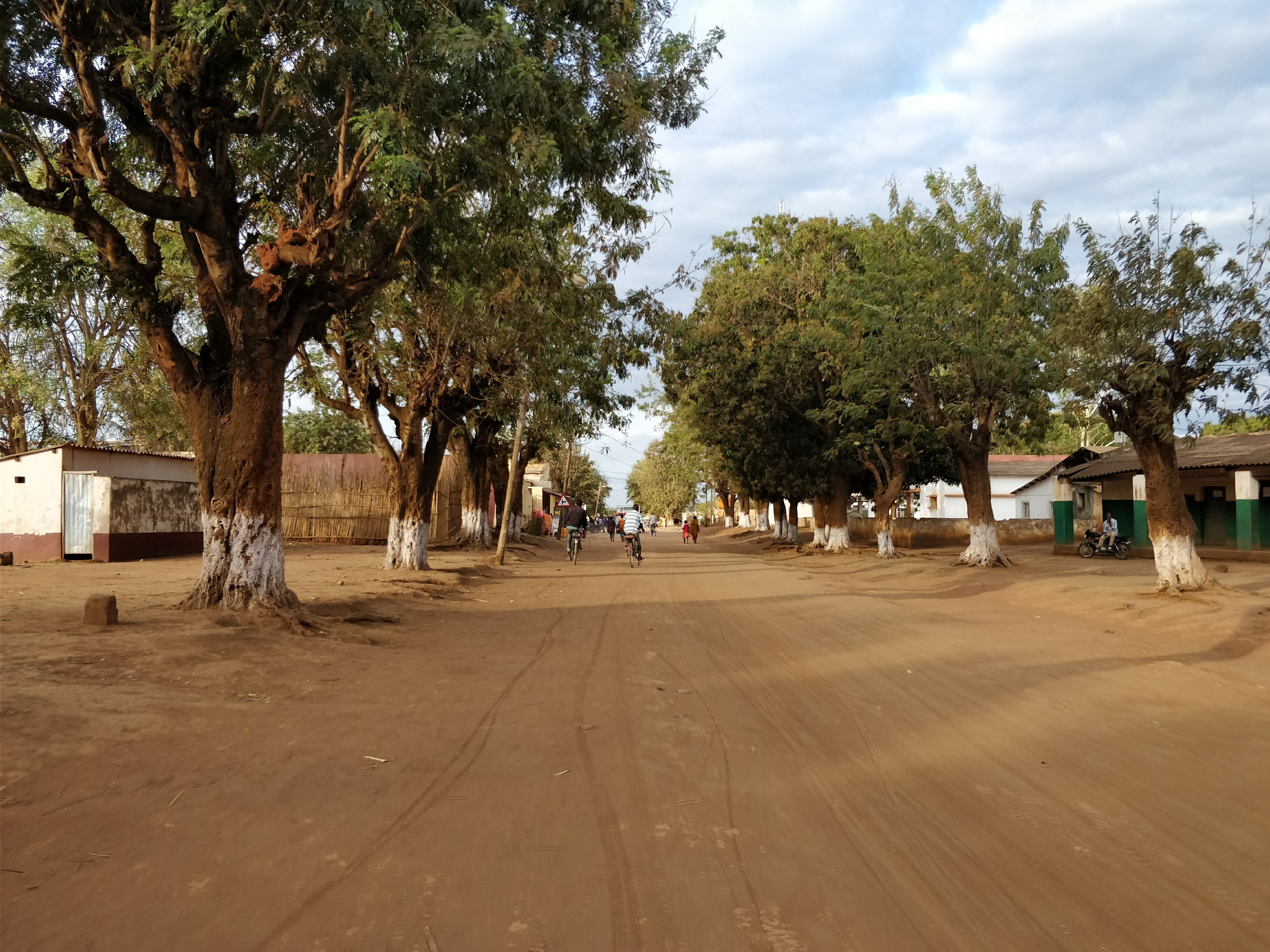
Eine Straße in Mandimba. Alle Straßen in und um Mandimba sind nicht asphaltiert.

Mandimba ist ein Verkehrsknotenpunkt zwischen Lichinga, Malawi und dem weiteren mosambikanischen Küstenland (Cuamba, Nampula etc.). Durch den Ort führt die nicht asphaltierte Nationalstraße EN8 (Malawi–Mandimba–Nampula). Nach Lichinga führt die ebenfalls nicht asphaltierte Nationalstraße EN13. Trotz Versprechen der Zentralregierung sind die Straßen bisher nicht asphaltiert.
Der nächste Flugplatz befindet sich in Lichinga (120 km entfernt), der nächste Bahnhof befindet sich im Ort Belém im gleichen Distrikt 40 km entfernt (Zweigstrecke Cuamba–Lichinga).

## Wirtschaft
Wie in großen Teilen Mosambiks, ist Marracuene vor allem durch die Subsistenzlandwirtschaft geprägt. Die wichtigsten Wirtschaftszweige sind die Landwirtschaft, vor allem der Anbau von Mais und Tabak, sowie der Tourismus. Letzterer bedingt sich vor allem aufgrund des Grenzverkehrs sowie der langen Reisewege zwischen Nampula und Lichinga.
In der Kleinstadt selbst gibt es neben informellen Märkten einige Geschäfte, darunter auch ein Bankfiliale der Millennium Bim.

## Politik

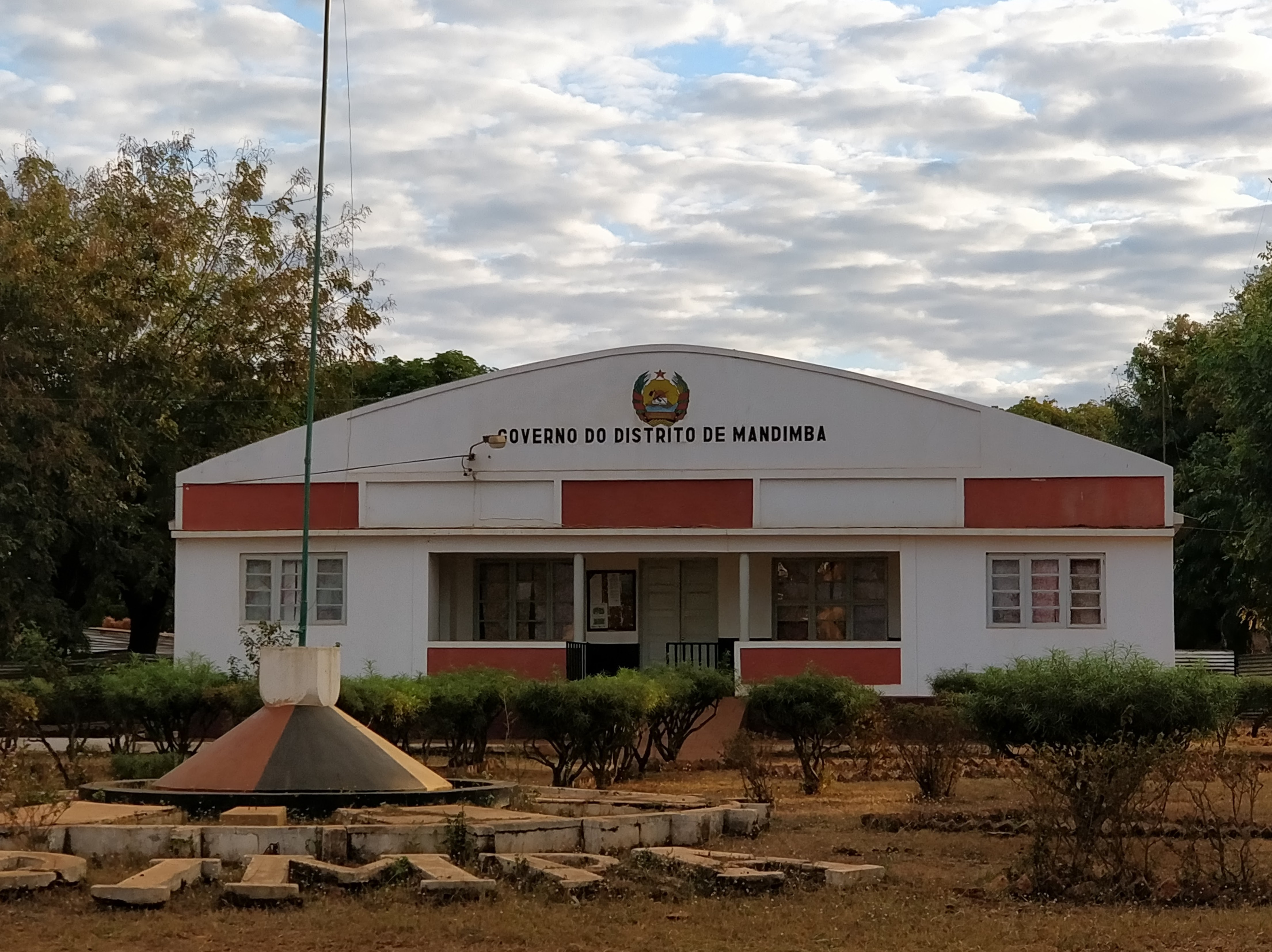
Sitz der Verwaltung des Distrikt Mandimba

Im Zuge der Dezentralisierungsbemühungen Mosambiks begann die Zentralregierung in den 1990er Jahren sog. Munizipe (municípios) zu schaffen. Die Zentralregierung schuf 2013 das Munizip von Mandimba. Damit verbunden erhielt die Bevölkerung der Stadt das Recht den Stadtrat (concelho municipal) selbst zu wählen. In allen Lokalwahlen seit 2013 gewann die Regierungspartei FRELIMO die Lokalwahlen in Mandimba.
In Mandimba befinden sich neben der eigenen Stadtverwaltung auch die Organe der Distriktsverwaltung.